# Speocirolana pelaezi
Speocirolana pelaezi is een pissebed uit de familie Cirolanidae. De wetenschappelijke naam van de soort is voor het eerst geldig gepubliceerd in 1950 door Bolivar y Pieltain.